# Vimbe
Vimba vimba
Espèce
Statut de conservation UICN

 LC  : Préoccupation mineure
La vimbe (Vimba vimba) ou brème de la mer Noire est un poisson d'Europe centrale, nordique et orientale, et du nord du Proche-Orient. On le trouve dans des rivières de première et seconde catégories de l'est de la France où elle est très rare. Elle est signalée en Alsace sur des documents anciens jusque dans les années 1950. Le poisson a été repéré en 2005 au barrage du canal de la Bruche au lieu-dit « Le Canal » lors d'un dénombrement de Saumon. Le signalement de ce poisson a été fait par l'association "Saumon Rhin" et les AAPPMA locales.
Son aire naturelle s'étend du bassin de l'Elbe à l'Ouest au bassin du Don à l'Est, et du bassin du Danube au Sud au bassin de la mer Baltique au Nord (jusqu'en Finlande). Elle est également présente naturellement en Anatolie, en Ciscaucasie et Transcaucasie, et autour de la mer Caspienne jusqu'en Iran, mais elle est absente de la majeure partie du bassin de la Volga. Elle est introduite dans le bassin du Rhin.